# Raslina
Raslina (do roku 1910 Rasline, italsky Rassina) je vesnice a turisty často vyhledávané letovisko v Chorvatsku v Šibenicko-kninské župě, spadající pod opčinu města Šibenik. Nachází se na západním břehu Prokljanského jezera, u zátok Raslina a Sveta Kata, a je vzdálena asi 12 km severozápadně od Šibeniku. V roce 2011 zde trvale žilo 567 obyvatel.
Jedinou sousední vesnicí je Zaton. Dopravu ve vesnici zajišťuje župní silnice Ž6088 a malý přístav. Nachází se zde hřbitov, kavárna, obchod a několik apartmánů.